# Station Park Street
Park Street is een spoorwegstation van National Rail in Park Street, St. Albans in Engeland. Het station is eigendom van Network Rail en wordt beheerd door West Midland Trains. 